# Reiko Tosa
Reiko Tosa, född 11 juni 1976, är en japansk friidrottare (maratonlöpare).
Tosa slog igenom vid VM 2001 då hon blev silvermedaljör. Vid OS 2004 hamnade Tosa utanför prispallen då hon blev femma. Vid VM 2007 i Osaka blev Tosa den som försvarade hemmanationens färger då hon tog den enda japanska medaljen eftersom hon blev trea i maratonloppet. Tosa har även vunnit Tokyo maraton och blivit trea i Boston maraton. Hennes personliga rekord i maraton är från London maraton 2002 då hon sprang på 2:22.46.